# Franz Slawik (Politiker, 1936)
Franz Slawik (* 7. Jänner 1936 in Berndorf; † 16. Februar 1993 in Schwechat) war ein  österreichischer Schuldirektor und Politiker (SPÖ). Slawik war von 1986 bis 1988 Landesrat in der Niederösterreichischen Landesregierung.

## Leben
Slawik wurde als Sohn einer Arbeiterfamilie geboren und besuchte nach der Volksschule das Bundesgymnasium in Berndorf. Slawik studierte im Anschluss Deutsch und Leibesübungen an der Universität Wien, wobei er sich sein Studium nach dem frühen Tod seiner Mutter und der Arbeitsunfähigkeit seines Vaters selbst finanzieren musste. 1958 legte Slawik die Lehramtsprüfung ab und unterrichtete danach am Gymnasium in Krems an der Donau. Daneben studierte er Philosophie an der Universität Wien und promovierte 1971 „sub auspiciis praesidentis“. Danach übersiedelte Slawik nach Schwechat, wo er die pädagogische Leitung der Expositur des Bundesgymnasiums Bruck übernahm. Nach der Erhebung der Expositur zu einem eigenständigen Gymnasium 1976 wurde Slawik zu dessen Direktor bestimmt. Slawik übernahm 1977 die Leitung des Renner-Institutes und führte die unter seinem Vorgänger beschlossene Renovierung und Ausstattung des Institutsgebäudes aus. Slawik band die Landesstellen stärker als bisher in die Durchführung von Seminaren ein und erzeugte dadurch ein dichtes Angebot lokaler und regionaler Bildungsveranstaltungen. Gleichzeitig verstärkte er die wissenschaftliche Arbeit und die Produktion von Publikationen in der Zentrale des Instituts. 1980 legte Slawik die Leitung des Renner Instituts nieder und kehrte 1980 als Direktor nach Schwechat zurück. Während seiner Zeit als Direktor des Renner-Instituts hatte Slawik zudem die Lehramtsprüfungen für die Fächer Psychologie und Philosophie abgelegt. 
Slawik war zwischen 1975 und 1985 Gemeinderat in Schwechat. Er wurde am 28. Jänner 1982 in den Niederösterreichischen Landtag gewählt, dem er zunächst bis zum 15. Mai 1986 angehörte. Danach gehörte Slawik vom 17. November 1988 bis zum 2. Dezember 1991 als Landesrat der Niederösterreichischen Landesregierung an und wechselte am 17. November 1988 wieder in den Landtag. Er war dort von 1988 bis 1991 Klubobmann des SPÖ-Landtagsklubs und schied mit dem 2. Dezember 1991 aus dem Landtag aus.
Zu Ehren Franz Slawiks findet alle zwei Jahre das so genannte "Dr. Franz Slawik-Symposium" im Gemeindeamt der Stadt Schwechat statt. 